# 新欣卡鄉

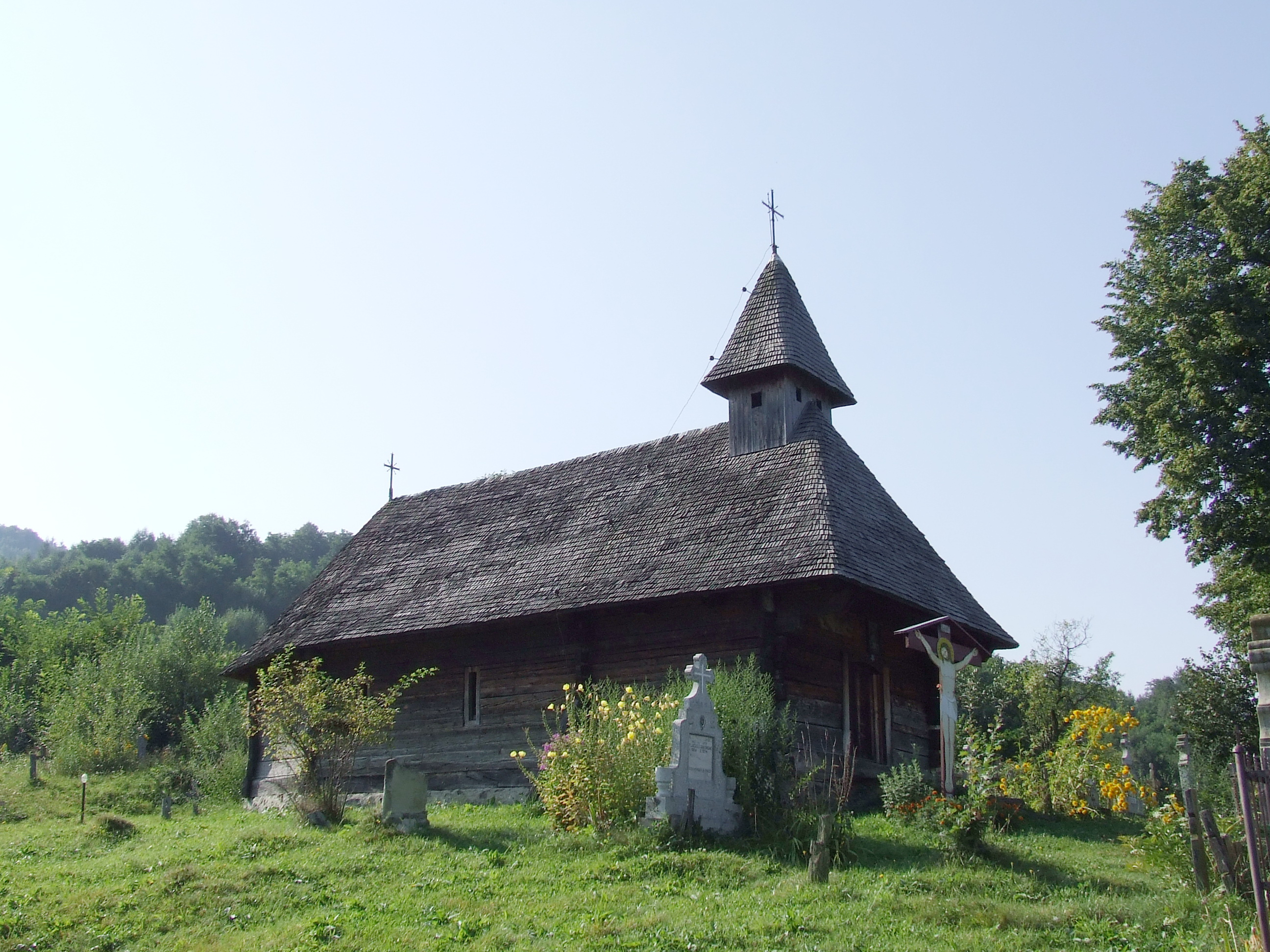

45°42′N 25°14′E / 45.700°N 25.233°E
新欣卡鄉（羅馬尼亞語：Comuna Șinca Nouă, Brașov），是羅馬尼亞的鄉份，位於該國中部，由布拉索夫縣負責管轄，面積87平方公里，海拔高度592米，2007年人口1,677，人口密度每平方公里19人。